# Breaking Benjamin
Breaking Benjamin är ett amerikanskt alternativ metal-band, bildat 1998 i Wilkes-Barre, Pennsylvania. De är delvis influerade av post-grungestilen, men har en betydligt hårdare tongång. 

## Historia

### Bildandet
Breaking Benjamin bildades 1998  i Wilkes-Barre, Pennsylvania av sångaren och komp-gitarristen Benjamin Burnley och trummisen Jeremy Hummel. Bandet fick snabbt status och blev känt i hemstaden i Pennsylvania. Bandets namn kommer enligt Benjamin av en incident när Burnley spelade en Nirvana-låt på en så kallad "Open Mic night" på en nattklubb. Benjamin skulle efter framträdandet göra en spinover med sin mikrofon men tappade den i marken så att den slutade fungera. Efter framträdandet sprang mikrofonens och klubbens ägare upp på scenen och sade "I'd like to thank Benjamin for breaking my fucking microphone".
1999 bytte bandet under kort tid namn till Plan 9, men sent 2001 bytte man, efter ihärdiga ändringar av medlemmar tillbaka till Breaking Benjamin. Då lämnade Benjamins vänner Aaron Fink och Mark Klepaski överraskande deras nysignerade tidigare band Lifer för att arbeta med Breaking Benjamin. Fink som gitarrist och Klepaski som basist.
Enligt Benjamin är bandets logotyp en variant av Celtic knot, och dock med fyra förreglade B.

### Tidiga arbeten
I skolåren hade sångaren Benjamin Burnley ett projekt kallat Epoch. Han spelade även en del solo, och gjorde ofta covers på låtar av Nirvana och Tool. Därefter bildade han 20 år gammal, 1998 Breaking Benjamin tillsammans med Jeremy Hummel och flera demos spelades in. De allmänt kända är "Run", "1950", en tidig version av "Polyamorous" dock med helt annan text och utan tremoloeffekt, samt "Top of the World" som senare skulle uppdateras och 2006 släppas med namnet "Topless".

### Saturate
Bandet skrev kontrakt med Hollywood Records 2001 efter framgångarna med en oberoende släppt EP, Breaking Benjamin EP, som sålde slut på alla 2 000 exemplar som tillverkades. Hollywood Records släppte deras första fullängdsalbum, Saturate, den 27 augusti 2002. Albumet toppade som nummer två på Billboard Top Heatseekers och som nummer 136 på Billboard Top 200. 
Första singeln från Saturate, Polyamorous, spelades en hel del på radion, men lyckades inte nå ut till mainstream-publiken. En video släpptes i två olika versioner för Polyamorous, en med bilder på bandet när de spelar, och en med bilder från videospelet Run Like Hell. Polyamorous har även använts i videospelen "WWE Day of Reckoning", "WWE Smackdown vs Raw" och "WWE Wrestlemania 21". Dessutom spelades låten under en episod av TV-showen "8 Simple Rules".
Den andra singeln Skin släpptes också från Saturate, även om den klarade sig sämre än Polyamorous och spelades ännu mindre på radion. Skin spelades också live på flera pratshower inklusive "Last Call: With Carson Daly," "The Late Late Show With Craig Kilborn" och "Jimmy Kimmel Live". Sångaren Burnley har varit känd för att visa sitt missnöje med låten under liveframträdanden genom att istället låta publikmassan sjunga texten. 
Medicate släpptes som den tredje och sista singeln från albumet, men den fick ringa kommersiell framgång, bortsett från de främsta Breaking Benjamin fansen.
Det första spåret på albumet, Wish I May, spelades under eftertexten till skräckfilmen Wrong Turn. Vid liveframträdanden spelar Breaking Benjamin ofta upp ett kort ljudklipp med Wicked Witch of the West innan de spelar låten Home, vars text har influenser från Trollkarlen från Oz. 
Bandet planerade att släppa en studioversion av deras cover av "Enjoy the Silence" av Depeche Mode tillsammans med Lady Bug på den europeiska versionen av Saturate, men den europeiska versionen släpptes aldrig. Lady Bug släpptes senare på EP:n "So Cold".

### We Are Not Alone
We Are Not Alone var Breaking Benjamins andra studioalbum och släpptes 29 juni 2004. Albumet innehåller bland annat första singeln So Cold som nådde andra plats på Billboard - Hot Mainstream Rock Tracks. Bandet hade två videor för låten, den ena var en reklamvideo för filmen Hellboy. "So Cold" tillbringade hela 37 veckor på topp 20 av Hot Mainstream Rock Tracks. Den kommersiella succén för "So Cold" ledde till att We Are Not Alone debuterade på en tjugonde plats på Billboard 200. Albumet sålde 48 000 kopior den första veckan och fick platinumstatus i slutet av 2005.
Andra singlar som släpptes från albumet var "Sooner or Later" och en nyinspelad fullbandsversion av "Rain", vilken var inkluderad på de senare utgåvorna av albumet. Låten hade tidigare gjorts av endast Burnley med en akustisk gitarr. En musikvideo gjordes för Sooner or Later som också nådde nr 2 på Billboard Mainstream Rock Charts. Låten fanns också med vid en episod av TV-showen "Summerland" och spelades live på "The Tonight Show with Jay Leno" samt NBC.

### Phobia
Breaking Benjamin släppte deras tredje album, Phobia, i augusti 2006 innan de åkte på stor turné i USA med Evans Blue och Dropping Daylight. Phobia är det första albumet för deras nya trummis Chad Szeliga. Den första singeln som släpptes var "The Diary of Jane," som tidigt blev populär and hjälpte albumet till plats nummer två på Billboard charts. En ny version släpptes senare med olika bonusspår samtidigt som de var på turné med Godsmack. Den andra singeln blev "Breath" och den tredje "Until The End". Phobia är i allmänhet det mest välkända albumet av Breaking Benjamin.

### Dear Agony
Dear Agony är Breaking Benjamins fjärde album och släpptes 2009. Första singeln "I Will Not Bow" släpptes tidigt och är även soundtrack till filmen Surrogates. De andra singlarna blev "Give Me A Sign" och "Lights Out" som båda släpptes som singlar under 2010. "Lights Out" är främsta soundtrack till spelet Halo Reach. De hade en lång turné med namnet Dear Agony tour i USA, Kanada och Mexiko och senare var de tillsammans med Shinedown förband till Nickelback ett tjugotal gånger. Efteråt spelade Ben Burnley ensam några akustiska spelningar där han bland annat spelade "Forget It" och "Follow" från We Are Not Alone live för första gången och gjorde ett flertal covers på låtar från Michael Jackson, Tool, Nirvana med flera. Samtidigt hade Lifer en reunion som Klepaski och Fink deltog på.

### Shallow Bay
I augusti 2010 gick rykten att Breaking Benjamin lagt ner, något som senare visade sig vara lögn då Benjamin Burnley själv dementerade detta. Däremot har bandet tagit en paus tills vidare. I början av 2011 gav gitarristen Aaron Fink och basisten Mark Klepaski, skivbolaget Hollywood Records tillåtelse att göra en remix av låten "Blow Me Away" featuring en annan Hollywood Records artist, Valora. Detta utan att be om tillåtelse av sångaren och låtskrivaren Benjamin Burnley, som tog ärendet till domstol, vann och sparkade Fink och Klepaski från bandet. Burnley begärde även fulla rättigheter till namnet Breaking Benjamin. Några dagar senare lämnade även trummisen Chad Zseliga bandet.
Lite senare annonserades att ett nytt album kallat "Shallow Bay: The Best of Breaking Benjamin" skulle släppas. Skivan är en blandning av bandets största hits samt demos och låtar som inte tidigare släppts. Bland låtar som inte tidigare släppts finns "Ordinary Man", "Better Days", "Lie to Me", "Ladybug" och Depeche Mode covern "Enjoy the Silence". På skivan finns även remixen med Valora som Burnley själv inte godkände och Benjamin Burnley har inte haft någonting med den här samlingen att göra utan det har enbart skötts av Hollywood Records. "Blow me Away feat. Valora" är den enda singeln som hittills släppts. Benjamin har sagt att bandet fortfarande är aktivt och kommer att fortsätta spela.

### Nya bandmedlemmar: Dark Before Dawn
År 2014 meddelas det att bandet officiellt är tillbaka med nya bandmedlemmar. De ökar från fyra till fem medlemmar. Sångaren Benjamin Burnley rekryterade Aaron Bruch, Shaun Foist, Jasen Rauch och Keith Wallen. Den 23 mars 2015 släpptes deras nya singel "Failure" och samtidigt meddelade banden att deras nya album Dark Before Dawn skulle släppas 23 juni 2015. 14 april släpptes deras andra singel från albumet, "Angels Fall".
Nästa album, Ember släppes 13 april 2018, och har en betydligt hårdare tongång än bandets tidigare material. Singlarna "Red Cold River", "Torn in Two" och "Blood" släpptes från albumet.

## Medlemmar
Nuvarande medlemmar
- Benjamin Burnley – sång, rytmgitarr (1998– )
- Keith Wallen – sologitarr, bakgrundssång (2014– )
- Jasen Rauch – gitarr, programmering (2014– )
- Aaron Bruch – basgitarr, bakgrundssång (2014– )
- Shaun Foist – trummor, elektronik, programmering (2014– )

Tidigare medlemmar
- Chad Szeliga – trummor, slagverk (2005–2013)
- Aaron Fink – sologitarr, bakgrundssång (1998, 2001–2011)
- Mark Klepaski – basgitarr (2001–2011)
- Jeremy Hummel – trummor, slagverk (1999–2004)
- Jonathan "Bug" Price – basgitarr, bakgrundssång (2001)
- Jason Davoli (Plan 9) – basgitarr (2000)
- Andy Seal (Plan 9) – basgitarr (1999)
- Nicholaus Hoover – basgitarr (1998)
- Chris Lightcap – trummor, slagverk (1998)

Turnerande medlemmar
- Kevin Soffera – trummor, slagverk (2004)
- Ben "BC" Vaught – trummor, slagverk (2004–2005)
- Jared Dines – gitarr (2019–)

## Diskografi

### Studioalbum
- 2002 – Saturate
- 2004 – We Are Not Alone
- 2006 – Phobia
- 2009 – Dear Agony
- 2015 – Dark Before Dawn
- 2018 – Ember

### EP
- 2001 – Breaking Benjamin
- 2004 – Live EP
- 2004 – So Cold EP

### Singlar
- 2002 – "Polyamorous"
- 2003 – "Skin"
- 2004 – "Sooner or Later"
- 2004 – "So Cold"
- 2005 – "Rain"
- 2006 – "The Diary of Jane"
- 2007 – "Breath"
- 2007 – "Until the End"
- 2009 – "I Will Not Bow"
- 2010 – "Give Me a Sign"
- 2010 – "Lights Out"
- 2011 – "Blow Me Away" (med Valora)
- 2015 – "Failure"
- 2015 – "Angels Fall"
- 2016 - ”Ashes of Eden”
- 2016 - ”Never Again”

### Samlingsalbum
- 2011 – Shallow Bay: The Best of Breaking Benjamin